# Ectopleura americana
Ectopleura americana är en nässeldjursart som beskrevs av Peterson 1990. Ectopleura americana ingår i släktet Ectopleura och familjen Tubulariidae. Inga underarter finns listade i Catalogue of Life.